# Três Lagoas
Três Lagoas, amtlich portugiesisch Município de Três Lagoas, deutsch Drei-Seen-Stadt, ist die drittgrößte Stadt nach Bevölkerung im Bundesstaat Mato Grosso do Sul in Brasilien. Der Name bezieht sich auf die drei umliegenden Seen. Die Bevölkerungszahl wurde vom IBGE zum 1. Juli 2021 auf 125.137 Einwohner geschätzt, die Três-Lagoenser genannt werden und auf einer großen Gemeindefläche von rund 10.217 km² leben.

## Lage und Beschreibung
Três Lagoas liegt ganz im Osten an der Grenze von Mato Grosso do Sul zu São Paulo. Direkt am Westufer des Río Paraná gelegen, befindet sich im äußersten Osten der Stadt der Jupiá-Stausee, an dem sich der Rio Sucuriú nach Westen hin abgabelt.
Durch das Stadtgebiet führen die Bundesstraßen BR-262 und BR-158. Am Nordostrand der Stadt liegt der Flughafen Três Lagoas.
Angrenzende Gemeinden sind im Westen Água Clara, im Süden Brasilândia, im Norden Inocência und Selvíria, im Osten Castilho im Bundesstaat São Paulo.

## Geschichte
Stadtrechte als Vila erhielt die Gemeinde am 15. Juni 1915 durch das Lei Estadual n.º 706 und die Ausgliederung aus Santana do Paranaíba.

## Stadtverwaltung
Die Exekutive liegt bei der Stadtpräfektur. Stadtpräfekt ist nach der Kommunalwahl 2016 der zuvorige Abgeordnete in Mato Grosso do Sul Angelo Guerreiro des PSDB für die Amtszeit von 2017 bis 2020. Er wurde bei der Kommunalwahl 2020 für die Amtszeit von 2021 bis 2024 wiedergewählt.
Die Legislative liegt in den Händen der Stadtverordnetenkammer, der Câmara Municipal de Três Lagoas.
Três Lagoas bildete mit den Städten Água Clara, Brasilândia, Ribas do Rio Pardo und Santa Rita do Pardo von 1989 bis 2017 die geostatistische Mikroregion Três Lagoas, diese mit drei weiteren Mikroregionen die Mesoregion Leste de Mato Grosso do Sul.

## Demografie

### Bevölkerungsentwicklung
| Jahr | Einwohner | Stadt  | Land   |
| --- | --------- | ------ | ------ |
| 1920 | 9.044     | ?      | ?      |
| 1940 | 15.378    | 6.110  | 9.268  |
| 1950 | 18.803    | 8.769  | 10.034 |
| 1960 | 32.023    | 15.576 | 16.447 |
| 1970 | 55.513    | 41.020 | 14.493 |
| 1980 | 57.895    | 48.599 | 9.296  |
| 1991 | 68.162    | 61.650 | 6.512  |
| 2000 | 79.059    | 73.669 | 5.390  |
| 2010 | 101.722   | 96.995 | 4.727  |
| 2021 | 125.137   | ?      | ?      |
| Hier fehlt eine Grafik, die leider im Moment aus technischen Gründen nicht angezeigt werden kann. Wir arbeiten daran! |           |        |        |

Quelle: IBGE (2011)

### Ethnische Zusammensetzung
Ethnische Gruppen nach der statistischen Einteilung des IBGE (Stand 2000 mit 79.059 Einwohnern, Stand 2010 mit 101.791 Einwohnern):
| Gruppe      | Anteil 2000      | Anteil 2010          | Anmerkung                        |
| ----------- | ---------------- | -------------------- | -------------------------------- |
| Brancos     | 41.706 (52,75 %) | ▲ 46.984 (46,16 %) ▼ | Weiße, Nachfahren von Europäern  |
| Pardos      | 32.156 (40,76 %) | ▲ 46.975 (46,15 %) ▲ | Mischrassige, Mulatten, Mestizen |
| Pretos      | 4.195 (5,31 %)   | ▲ 6.595 (6,48 %) ▲   | Schwarze                         |
| Amarelos    | 566 (0,72 %)     | ▲ 1.162 (1,14 %) ▲   | Asiaten                          |
| Indígenas   | 140 (0,18 %)     | ▼ 36 (0,04 %) ▼      | indigene Bevölkerung             |
| ohne Angabe | 296              | 39                   |                                  |

## Wirtschaft

### Durchschnittseinkommen und HDI (Lebensstandard)
Das monatliche Durchschnittseinkommen betrug 2019 den Faktor 2,8 des brasilianischen Mindestlohns (Salário mínimo) von R$ 998,00 (umgerechnet für 2019: rund 636 €). Der Index der menschlichen Entwicklung (HDI) lag 2010 bei dem hohen Wert von 0,744.

## Religion
Três Lagoas ist Sitz des Bistums Três Lagoas.

## Persönlichkeiten
- Ramez Tebet (1936–2006), Politiker und Gouverneur von Mato Grosso do Sul
- José Luíz Barbosa (* 1961), Leichtathlet
- Ruth Roberta de Souza (1968–2021), Basketballspielerin
- Simone Tebet (* 1970), Politikerin